# Liste der Biografien/Ril
Liste der Biografien |
Portal Biografien |
Personensuche
# |
A |
B |
C |
D |
E |
F |
G |
H |
I |
J |
K |
L |
M |
N |
O |
P |
Q |
R |
S |
T |
U |
V |
W |
X |
Y |
Z |
?
 
Ra |
Rb |
Rd |
Re |
Rh |
Ri |
Rj |
Rk |
Rl |
Rm |
Rn |
Ro |
Rr |
Rs |
Rt |
Ru |
Rv |
Rw |
Rx |
Ry |
Rz
 
Ria |
Rib |
Ric |
Rid |
Rie |
Rif |
Rig |
Rih |
Rii |
Rij |
Rik |
Ril |
Rim |
Rin |
Rio |
Rip |
Riq |
Rir |
Ris |
Rit |
Riu |
Riv |
Riw |
Rix |
Riy |
Riz
Die Liste der Biografien führt alle Personen auf, die in der deutschsprachigen Wikipedia einen Artikel haben. Dieses ist eine Teilliste mit 114 Einträgen von Personen, deren Namen mit den Buchstaben „Ril“ beginnt.

## Ril

### Rile
- Rilès (* 1996), französischer Rapper, Songwriter und Produzent
- Riley, Alexandra (* 1991), US-amerikanische Tennisspielerin
- Riley, Ali (* 1987), neuseeländische Fußballspielerin
- Riley, Amber (* 1986), US-amerikanische Schauspielerin und SängerinAmber Riley (* 1986)

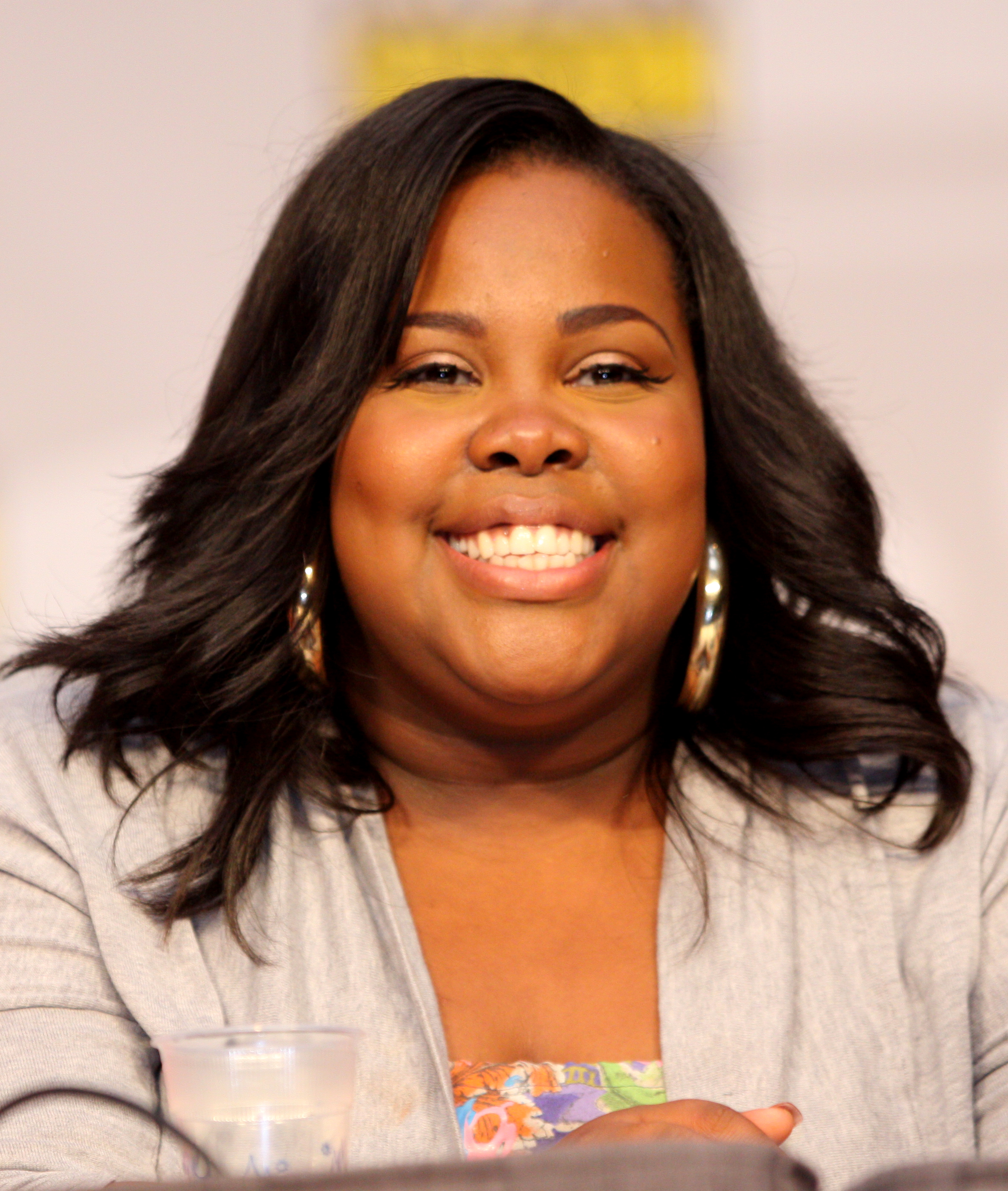
Amber Riley (* 1986)

- Riley, Andrew (* 1988), jamaikanischer Hürdenläufer
- Riley, Arthur (1903–1984), südafrikanischer Fußballtorhüter
- Riley, Ashley (* 1995), bahamaischer Sprinter
- Riley, Ben (1933–2017), US-amerikanischer Jazz-Schlagzeuger
- Riley, Bennett C. (1790–1853), US-amerikanischer General und letzter Militärgouverneur von Kalifornien
- Riley, Billy Lee (1933–2009), US-amerikanischer Musiker
- Riley, Blake (* 1986), US-amerikanischer Pornodarsteller
- Riley, Bob (* 1944), US-amerikanischer Politiker (Republikanische Partei)
- Riley, Bob Cowley (1924–1994), US-amerikanischer Politiker, Gouverneur von Arkansas
- Riley, Boots (* 1971), US-amerikanischer Rapper, Film- und Musikproduzent, Filmregisseur, Drehbuchautor und kommunistischer Aktivist
- Riley, Bridget (* 1931), britische Malerin der Op-Art
- Riley, Bridgett (* 1973), US-amerikanische Stuntfrau und Schauspielerin
- Riley, Candice (* 1984), neuseeländische Triathletin
- Riley, Charles Valentine (1843–1895), US-amerikanischer Entomologe
- Riley, Charlotte (* 1981), britische SchauspielerinCharlotte Riley (* 1981)

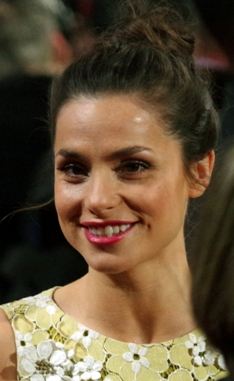
Charlotte Riley (* 1981)

- Riley, Christiana (* 1978), US-amerikanisch-deutsche Bankerin, Vorstandsmitglied der Deutsche Bank AG
- Riley, Corinne Boyd (1893–1979), US-amerikanische Politikerin
- Riley, Doug (1945–2007), kanadischer Jazzmusiker und Komponist
- Riley, Duke (* 1994), US-amerikanischer American-Football-Spieler
- Riley, Frank (1915–1996), US-amerikanischer Science-Fiction-Schriftsteller
- Riley, Gwendoline (* 1979), britische Schriftstellerin
- Riley, Gyan (* 1977), US-amerikanischer Gitarrist, Komponist und Musikpädagoge
- Riley, Hazel, britische Autorin
- Riley, Helene M. Kastinger (1939–2025), US-amerikanische Germanistin
- Riley, Herlin (* 1957), US-amerikanischer Jazzmusiker
- Riley, Herman (1933–2007), US-amerikanischer Jazzmusiker
- Riley, Howard (1943–2025), britischer Jazzpianist und Improvisationsmusiker
- Riley, Indiah-Paige (* 2001), neuseeländische Fußballspielerin
- Riley, Ivan (1900–1943), US-amerikanischer Leichtathlet
- Riley, Jack (1935–2016), US-amerikanischer Synchronsprecher und Schauspieler
- Riley, James Whitcomb (1849–1916), US-amerikanischer Schriftsteller und Dichter
- Riley, Jeannie C. (* 1945), US-amerikanische Country-Sängerin
- Riley, Joe (* 1996), englischer Fußballspieler
- Riley, John (1937–1978), britischer Dichter
- Riley, John (* 1954), US-amerikanischer Jazz-Schlagzeuger und Musikpädagoge
- Riley, John Jacob (1895–1962), US-amerikanischer Politiker (Demokratische Partei)
- Riley, John P. junior (1920–2016), US-amerikanischer Eishockeyspieler und Trainer
- Riley, Jonathon (* 1955), britischer Historiker und General
- Riley, Josh (* 1981), US-amerikanischer Politiker
- Riley, Judith Merkle (1942–2010), US-amerikanische Schriftstellerin
- Riley, Karla (* 1997), panamaische Fußballspielerin
- Riley, Ken (1919–2015), US-amerikanischer Maler und Illustrator
- Riley, Larry, US-amerikanischer Basketballfunktionär
- Riley, Lawrence Joseph (1914–2001), US-amerikanischer Geistlicher, Weihbischof in Boston
- Riley, Lucinda (1965–2021), irisch-britische SchriftstellerinLucinda Riley (1965–2021)

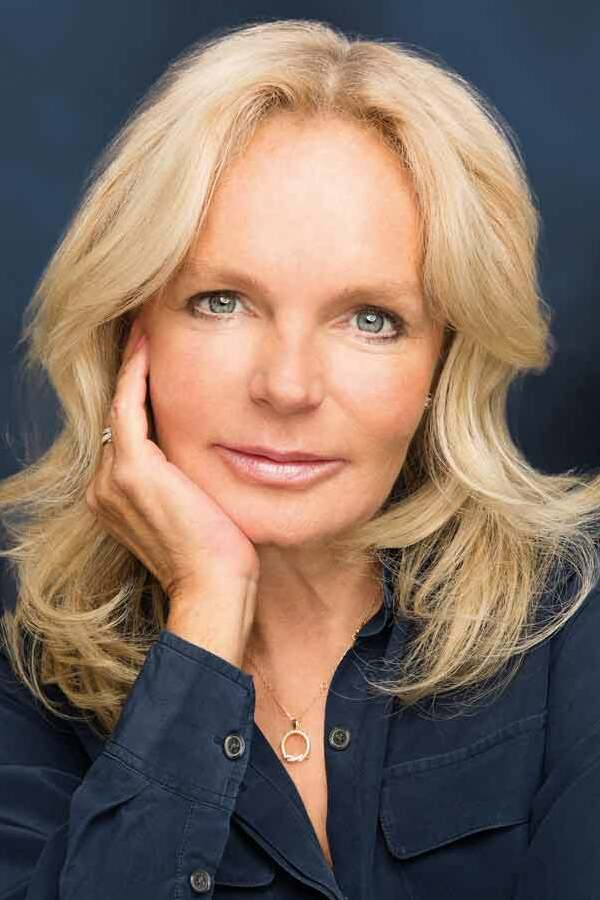
Lucinda Riley (1965–2021)

- Riley, Madison (* 1990), US-amerikanische Schauspielerin
- Riley, Marc (* 1961), britischer Musiker und Radio-DJ
- Riley, Matilda White (1911–2004), US-amerikanische Soziologin
- Riley, Matthew, US-amerikanischer Schauspieler für Theater- und Filmproduktionen
- Riley, Michael (* 1962), kanadischer Schauspieler
- Riley, Mike (1904–1984), US-amerikanischer Jazz-Posaunist und Bigband-Leader
- Riley, Mike (* 1964), englischer Fußballschiedsrichter
- Riley, Murray (1925–2020), australischer Ruderer und Straftäter
- Riley, Pat (* 1945), US-amerikanischer Basketballspieler und -trainer
- Riley, Paul (* 1963), englischer Fußballspieler und -trainer
- Riley, Rachel (* 1986), britische Mathematikerin und Fernsehmoderatorin
- Riley, Ralph (1924–1999), britischer Genetiker
- Riley, Richard (* 1933), US-amerikanischer Politiker
- Riley, Ron (* 1973), US-amerikanischer Basketballspieler
- Riley, Ronald (* 1947), australischer Hockeyspieler
- Riley, Ruth (* 1979), US-amerikanische Basketballspielerin
- Riley, Sam (* 1980), britischer Schauspieler
- Riley, Samantha (* 1972), australische Schwimmerin
- Riley, Sheldon (* 1999), australischer Popsänger
- Riley, Stephen (* 1975), US-amerikanischer Jazzmusiker (Tenorsaxophon, auch Sopransaxophon, Klarinette)
- Riley, Steve (1956–2023), US-amerikanischer Musiker
- Riley, Talulah (* 1985), britische SchauspielerinTalulah Riley (* 1985)

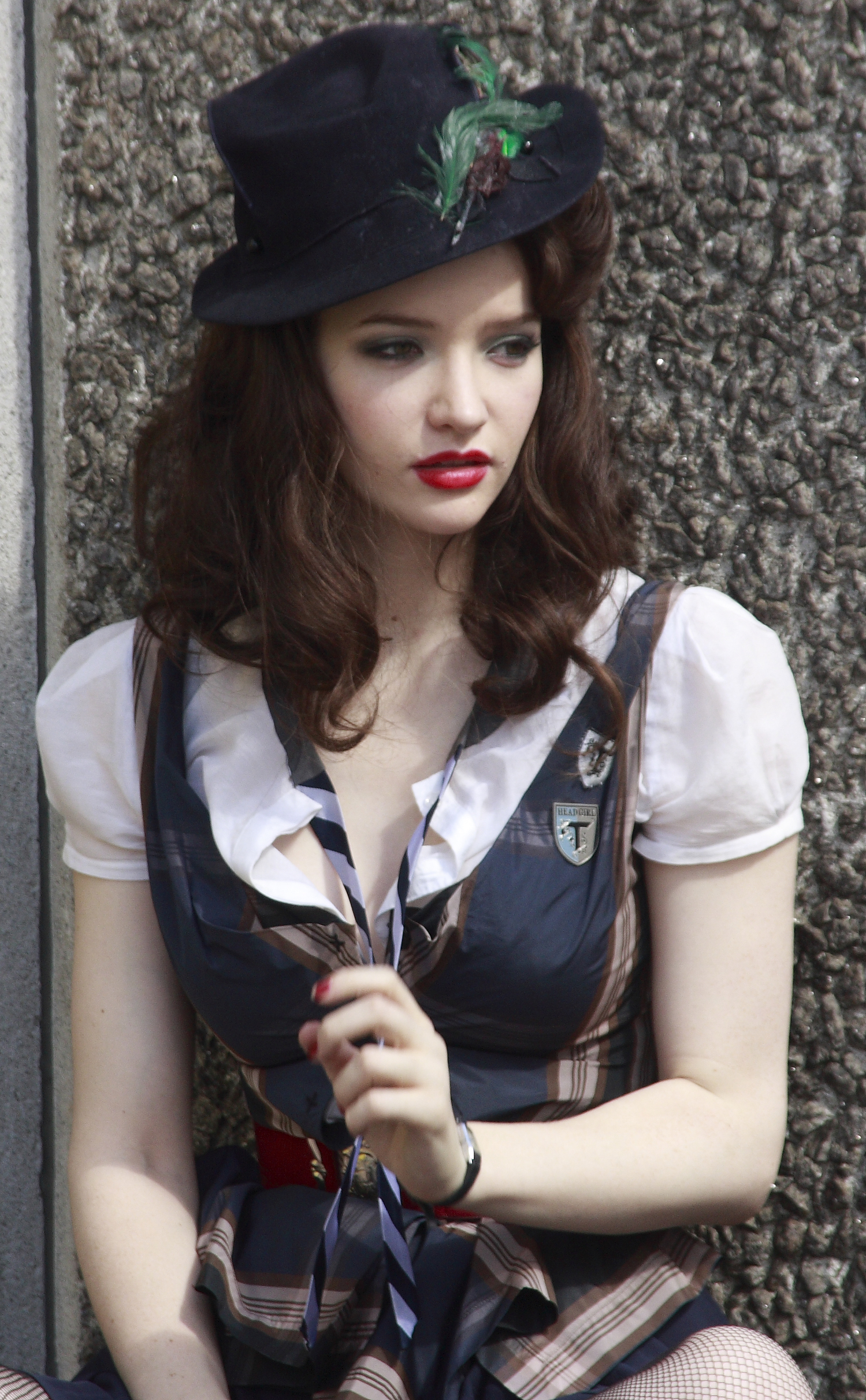
Talulah Riley (* 1985)

- Riley, Tarrus (* 1979), jamaikanisch-amerikanischer Reggae-Sänger
- Riley, Teddy (* 1967), US-amerikanischer Singer-Songwriter und Musikproduzent
- Riley, Terry (* 1935), US-amerikanischer Komponist und Pianist
- Riley, Thomas Joseph (1900–1977), US-amerikanischer Geistlicher, Weihbischof in Boston
- Riley, Tom (* 1981), britischer Schauspieler
- Riley, Tyrone (* 1982), US-amerikanischer Basketballspieler
- Riley, Winston (1943–2012), jamaikanischer Songwriter und Musikproduzent der Reggae- und Dancehallmusik
- Riley-Schofield, John (1954–2005), britischer Opernsänger (Bariton)
- Riley-Smith, Jonathan (1938–2016), britischer Historiker

### Rilh
- Rilhac, François (1960–1992), französischer Jazzmusiker

### Rili
- Rilinger, Rolf (1942–2003), deutscher Althistoriker

### Rilk
- Rilke, Emil (* 1983), tschechischer Fußballspieler
- Rilke, Hans (1891–1946), deutscher Maler und Zeichenlehrer
- Rilke, Phia (1851–1931), Mutter von Rainer Maria Rilke
- Rilke, Rainer Maria (1875–1926), österreichischer Lyriker deutscher und französischer SpracheRainer Maria Rilke (1875–1926)

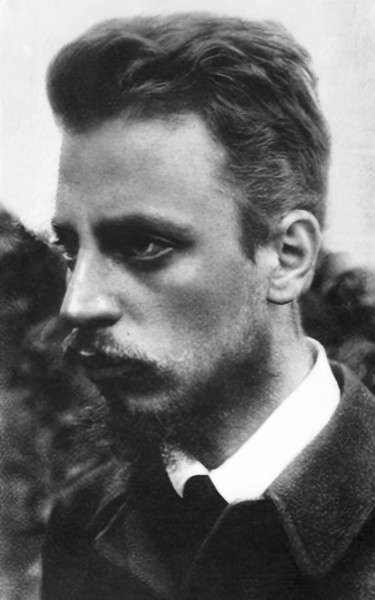
Rainer Maria Rilke (1875–1926)

### Rill
- Rill, Andreas (* 1979), deutscher Fußballspieler
- Rill, Bernd (* 1948), deutscher Jurist und historischer Publizist
- Rill, Eli (1926–2014), US-amerikanischer Schauspieler, Regisseur und Autor
- Rill, Gerhard (1927–2015), österreichischer Archivar
- Rill, Heinz Peter (1935–2015), österreichischer Rechtswissenschaftler und Universitätsprofessor
- Rill, Markus (* 1970), deutscher Singer-Songwriter
- Rill, Robert (* 1960), österreichischer Militärhistoriker
- Rilla, Paul (1896–1954), deutscher Journalist und Literaturwissenschaftler
- Rilla, Walter (1894–1980), deutscher Schauspieler
- Rilla, Wolf (1920–2005), britischer Filmregisseur und Drehbuchautor deutscher Herkunft
- Rillaerts, Kaï (* 2006), belgischer Rennfahrer
- Rille, Johann Heinrich (1864–1956), österreichischer Dermatologe
- Riller, Otto (1861–1936), deutscher Geiger, Bratschist, Konzertmeister und Professor
- Rillera, Artemio Lomboy (1942–2011), philippinischer Ordensgeistlicher, römisch-katholischer Bischof
- Rillich, Frank (* 1962), deutscher Fußballspieler
- Rilliet de Constant, Louis (1794–1856), Schweizer Offizier, Politiker und Tagsatzungsgesandter
- Rilliet, Jean (1908–1980), Schweizer evangelischer Geistlicher und Hochschullehrer
- Rillig, Matthias (* 1968), deutscher Biologe
- Rilling, Harry (* 1947), US-amerikanischer Politiker
- Rilling, Helmuth (* 1933), deutscher Dirigent und PädagogeHelmuth Rilling (* 1933)

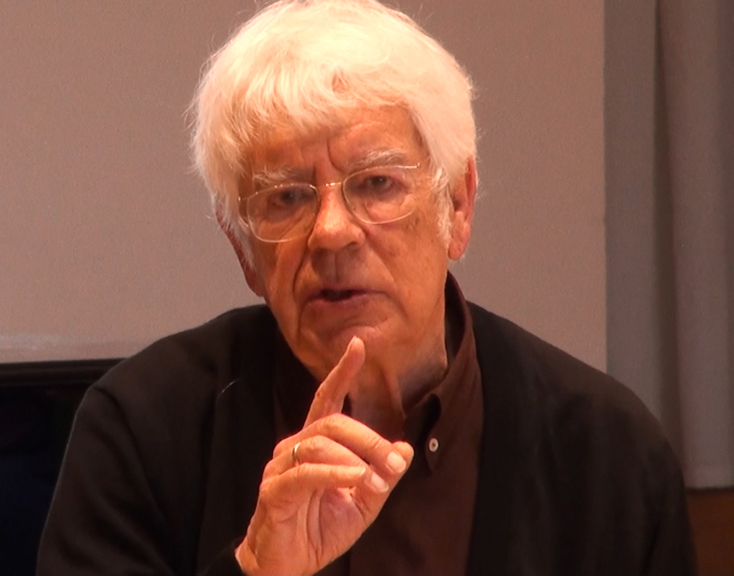
Helmuth Rilling (* 1933)

- Rilling, Karl (1869–1928), württembergischer Oberamtmann
- Rilling, Klaus (1955–1987), deutscher Maler
- Rilling, Lydia (* 1980), deutsche Musikwissenschaftlerin mit dem Schwerpunkt zeitgenössische Musik und Musiktheater
- Rilling, Raimund (1944–2018), deutscher Musiker und Manager
- Rilling, Rainer (* 1945), deutscher Hochschullehrer
- Rillstone, Nina (* 1975), neuseeländische Langstreckenläuferin

### Rils
- Rilski, Iwan (876–946), bulgarischer christlicher Einsiedler und Heiliger

### Rilt
- Rilton, Tore (1904–1983), schwedischer Arzt, Schachspieler und Schachmäzen